# Suwannee County
Suwannee County är ett administrativt område i delstaten Florida, USA, med 41 551 invånare. Den administrativa huvudorten (county seat) är Live Oak. 

## Geografi
Enligt United States Census Bureau har countyt en total area på 1 792 km². 1 781 km² av den arean är land och 11 km² är vatten.

### Angränsande countyn
- Hamilton County, Florida - nord
- Columbia County, Florida - öst
- Gilchrist County, Florida - sydöst
- Lafayette County, Florida - väst
- Madison County, Florida - nordväst